# 尤里·马季亚谢维奇

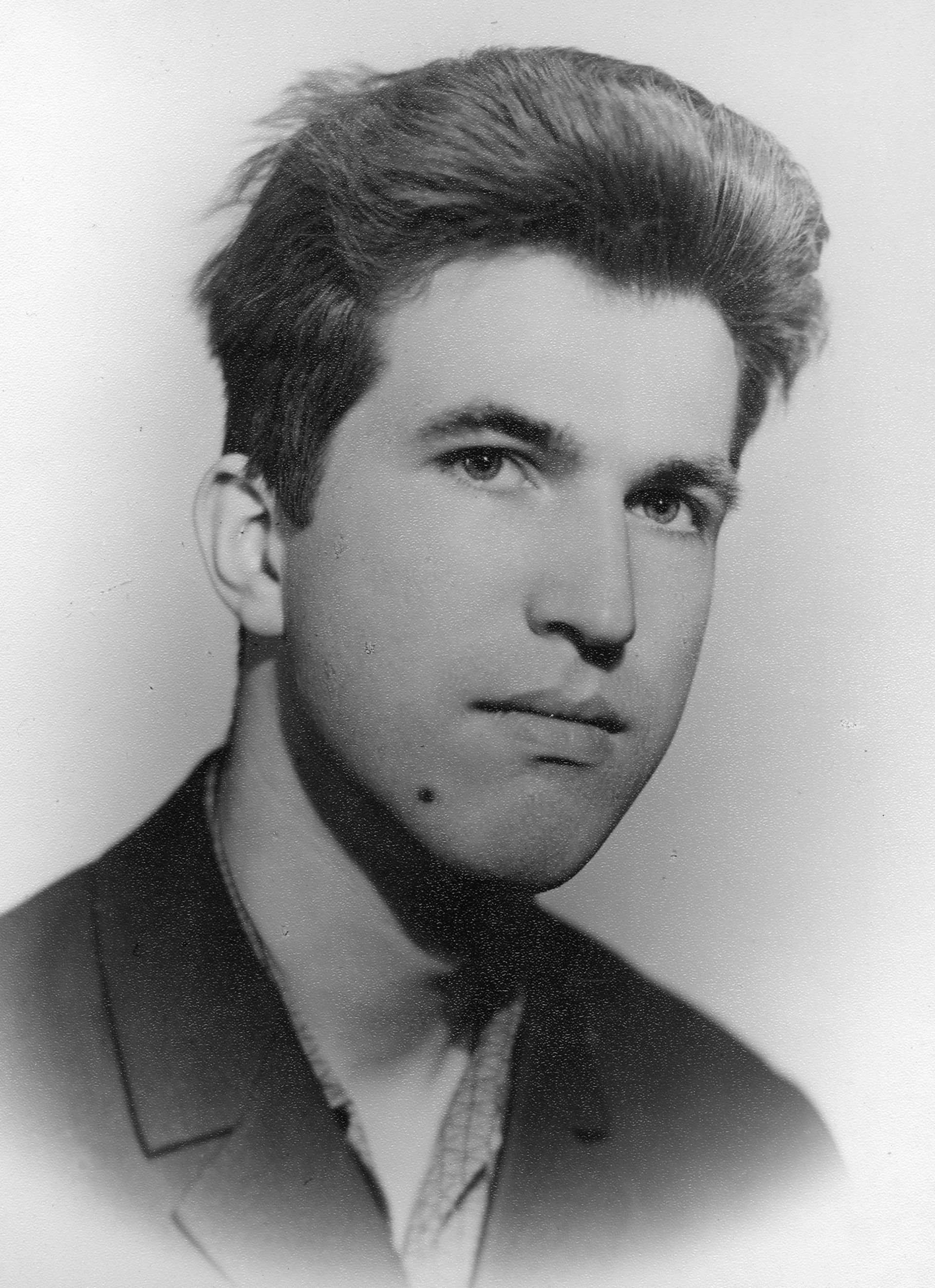
尤里·马季亚谢维奇

尤里·弗拉基米罗维奇·马季亚谢维奇(俄语：Юрий Владимирович Матиясевич，1947年3月2日—），俄罗斯数学家，生於列宁格勒。1964年他在莫斯科举办的第6届国际数学奥林匹克赢了第一。1969年他在列宁格勒国立大学数学和力学系毕业。
他的最有名成果是在博士论文中对希尔伯特第十问题给了否定答案，于斯捷克洛夫数学研究所列宁格勒分所发表。
1997年他获选为俄罗斯科学院院士。他现在俄罗斯科学院斯捷克洛夫数学研究所圣彼得堡分所（即以前的斯捷克洛夫数学研究所列宁格勒分所）领导数理逻辑实验室。